# Llunàtics de la UPC Vilanova
Els Llunàtics de la UPC Vilanova són una colla castellera universitària de l'Escola Politècnica Superior d'Enginyeria de Vilanova i la Geltrú, un centre adscrit a la Universitat Politècnica de Catalunya. Va ser fundada el 2013 i els seus millors castells són el 3 de 7 (c), torre de 6, el 5 de 6, el 4 de 6 amb l'agulla i el 3 de 6 amb l'agulla. Vesteixen amb camisa de color blau mecànic. Com la resta de colles universitàries, la seva temporada té dos trams: el d'hivern (de novembre a desembre) i el de primavera (d'abril a maig).
El nom de Llunàtics prové d'una llegenda tradicional de Vilanova i la Geltrú; la llegenda de la lluna en un cove, que simbolitza la perseverança en intentar acomplir objectius malgrat que semblin impossibles.